# 고양 흥국사 영산회상도
고양 흥국사 영산회상도(高陽 興國寺 靈山會上圖)는 대한민국 경기도 고양시 덕양구 흥국사에 있는 조선시대의 영산회상도이다. 2014년 8월 29일 경기도의 유형문화재 제296호로 지정되었다.

## 개요
고양 흥국사 영산회상도는 불화하단 양쪽에 기록된 화기를 통해 1792년(乾隆57년 壬子) 수화승(首畵僧) 상훈(尙訓)을 비롯해 삼유(三裕), 최순(最淳), 덕초(德楚), 품윤(稟允) 등이 참여하여 약사전 후불탱으로 조성한 것이다. 가로가 긴 화면에는 석가모니삼존을 중심으로 좌ㆍ우에 여러보살과 제자, 그리고 양쪽 하단에 사천왕 등을 간략하게 표현하였다. 채색은 두광 등에서 진한 녹색을 사용하였지만, 의습과 바탕에 채도가 높은 붉은색과 주황색을 사용하여 전체적으로는 부드러운 느낌을 준다.
고양 흥국사 영산회상도의 수화원인 상훈은 17세기 후반부터 화적이 확인되는 인물이다. 그는 1777년 수밀과 함께 서울 봉은사 시왕도(동국대박물관 소장)를 그렸으며, 1786년에는 문효세자 묘소 조성소(文孝世子 墓所 造成所)에 화승으로 참여하였다. 이후 1788년에는 수화승 연홍과 충청남도 공주 마곡사에서 대적광전의 석가모니후불도와 삼장도를 그리고, 1798년 장조 현릉원 조성소(莊祖 顯陵園 造成所)에 화원으로 참여하기도 하였다.
현재 이 작품은 화면이 약화되어 바탕천과 채색의 박락이 심하고, 군데군데 곰팡이가 있어 보존 상태가 매우 좋지 않지만, 정확한 제작시기와 수화승 상훈의 작풍과 보조화원과의 관계, 더불어 18세기 후반 서울, 경기지역 화승의 화풍을 살펴 볼 수 있다는 점에서 경기도 유형문화재로 지정되었다.

## 참고 문헌
- 고양 흥국사 영산회상도 - 국가유산청 국가유산포털